# Jean-Joseph Renaud
Pour les articles homonymes, voir Renaud (homonymie).
Jean-Joseph Renaud (Paris 9e, 16 janvier 1873 - Suresnes, 7 décembre 1953) est un fleurettiste et écrivain français.
Ses nouvelles et romans sont publiées sous le nom de Jean Joseph-Renaud et il utilise aussi les pseudonymes Jean Carmant et Jean Cassard.

## Biographie
En 1922, il reçoit pour l'ensemble de son œuvre le premier prix Maurice-Renard.
Pendant l'Occupation, il signe plusieurs critiques littéraires dans le journal collaborationniste Paris-Midi.[réf. nécessaire]

## Œuvres

### Romans
- Le Cinématographe du mariage, 1897.
- Notre-Dame de Cythère, 1900.
- Le Chercheur de merveilleux, 1907.
- L'Enlizé du Mont-Saint-Michel, 1909.
- Les Doigts qui parlent, 1917 (en collaboration avec Éloy Alary).
- Du sang sur la ville, 1920.
- Sur le ring, 1921.
- La Vivante épingle. Une veillée. Judith, 1922.
- Une Étrange aventure d'amour, 1923 (en collaboration avec Éloy Alary)[5].
- La Valse d'or, 1924.
- Un mystérieux message, ill. Raymond Pallier, 1924.
- Les Barbonnes, 1926.
- Orchidée, danseuse, 1927.
- Les Deux idoles, 1932.
- L'Épingle verte, 1934.
- La Dame aux yeux verts, 1936.
- La Cascade rouge, 1938.
- La Torche noire, drames exotiques, nouvelles, 1939.
- Le Violon fantôme, 1938.
- Le Losange rouge, 1941.
- Le Mystère de la rue Brunel, 1941.
- Tragique énigme, 1943.
- L'Affaire de l'escarboucle, 1944.
- L'Épingle de jade, 1946.
- Une carrière d'actrice, 1948.
- Le Pendentif rouge, 1948.
- Le Triangle bleu, 1948.
- À bord de l'Éros, 1950.

### Théâtre
- Après les obsèques, 1902.
- Chou-Blond, 1905.
- avec Maurice Level, Lady Madeline, drame en 1 acte, d'après E. Poë, 1908.
- Le Coquelicot, drame en 5 actes (d'après Le Mouron rouge de la baronne Orczy), 1912.

### Essais
- La Faillite du mariage et l'union future, 1899.
- Méthode d'escrime à l'épée, vers 1905.
- Le Catéchisme féministe, résumé de la doctrine sous forme de réponses aux objections, 1910.
- L'Escrime : fleuret, par Kirchoffer ; épée, par J.-Joseph Renaud ; sabre, par Léon Lécuyer, Larousse, 1911.
- L'Escrime, P. Lafitte, Sport-Bibliothèque, 1911.
- La Défense dans la rue, préface de Marie-François Goron, 1912.
- Traité d'escrime moderne, 1928[6].